# Forni di Sopra
Forni di Sopra (friuli nyelven For Disore) település Olaszországban, Friuli-Venezia Giulia régióban, Udine megyében. Lakosainak száma 921 fő (2023. január 1.). Forni di Sopra Claut, Domegge di Cadore, Forni di Sotto, Vigo di Cadore, Cimolais, Lorenzago di Cadore és Sauris községekkel határos.

## Népesség
A település népességének változása:
| Lakosok száma | 972  | 955  | 921  |
|               | 2017 | 2018 | 2023 |